# Für einen Tag
Für einen Tag ist das fünfte Studioalbum der deutschen Schlagersängerin Helene Fischer. Das Album wurde am 14. Oktober 2011 in Deutschland veröffentlicht. Wie alle bisherigen Alben wurde es von Jean Frankfurter produziert und komponiert.

## Singles
Die erste Single des Albums Phänomen erschien am 7. Oktober 2011 und enthält neben der normalen Version den FFM-Phänomenalmix. In Deutschland erreichte die Single mit Platz 49 zum dritten Mal die Top 50 und hielt sich dort bisher zwölf Wochen lang auf. In der Schweiz platzierte sich Phänomen auf Platz 71. Bis 2013 verkaufte sich Phänomen über 30.000 mal. Dieses Lied widmete Fischer ihrer Mutter. Die zweite Single Die Hölle morgen früh wurde am 20. März 2012 veröffentlicht und enthält neben einer Radio-Version sowie einem Dance-Mix das unveröffentlichte Lied Und wenn's so wär. Mit Platz 68 platzierte sich die Single für sieben Wochen in den deutschen Charts und erreichte für eine Woche Position 74 in Österreich.

## Kritik
Die Online-Plattform T-Online schreibt, Fischers Lieder wirkten nicht abgeschmackt, ihr Abwechslungsreichtum sorge dafür, dass die Platte frisch und prägnant klinge. Ihre Stimme sei nicht sehr abwechslungsreich, jedoch passe sie auf alle möglichen Spielfelder.

## Titelliste

### Standardversion
| #   | Titel                                                                    | Länge |
| --- | ------------------------------------------------------------------------ | ----- |
| 1.  | Villa in der Schlossallee                                                | 3:27  |
| 2.  | Du kennst mich doch                                                      | 3:52  |
| 3.  | Nur wer den Wahnsinn liebt                                               | 4:03  |
| 4.  | Wär’ heut’ mein letzter Tag                                              | 3:34  |
| 5.  | Copilot                                                                  | 4:06  |
| 6.  | Für einen Tag                                                            | 4:26  |
| 7.  | Phänomen                                                                 | 3:58  |
| 8.  | Lass diese Nacht nie mehr enden                                          | 4:19  |
| 9.  | Die Hölle morgen früh                                                    | 4:50  |
| 10. | Ich will spüren, dass ich lebe                                           | 4:33  |
| 11. | Vielleicht bin ich viel stärker als Du denkst                            | 4:08  |
| 12. | Geradeaus                                                                | 2:51  |
| 13. | Sehnsucht                                                                | 4:38  |
| 14. | Ich lebe jetzt                                                           | 3:36  |
| 15. | Allein im Licht                                                          | 4:32  |
| 16. | Make You Feel My Love – Michael Bolton feat. Helene Fischer [Bonustrack] | 3:14  |

### Fan-Edition
CD1: wie Standard-Edition

CD2: Helene Fischer – Live mit Band und Orchester 2011 – Lanxess Arena Köln
| #   | Titel                                                                     | Länge |
| --- | ------------------------------------------------------------------------- | ----- |
| 1.  | Von hier bis unendlich                                                    | 4:51  |
| 2.  | Manchmal kommt die Liebe einfach so                                       | 4:53  |
| 3.  | Medley 1 (Vergeben, vergessen und wieder vertrau'n/König der Herzen)      | 5:51  |
| 4.  | Medley 2 (Das letzte Wort hat die Liebe/Im Reigen der Gefühle/Zaubermond) | 9:02  |
| 5.  | Russisches Medley (Poluschko Pole/Lutsche Bulo/Dorogoj Dlinnoju)          | 6:18  |
| 6.  | Big Spender                                                               | 3:10  |
| 7.  | Send In the Clowns                                                        | 2:26  |
| 8.  | Memory                                                                    | 4:05  |
| 9.  | Ich will immer wieder … dieses Fieber spür’n                              | 4:13  |
| 10. | Who Wants to Live Forever                                                 | 3:30  |
| 11. | Du hast mein Herz berührt                                                 | 4:14  |
| 12. | Du fängst mich auf und lässt mich fliegen                                 | 3:20  |
| 13. | Mal ganz ehrlich                                                          | 3:50  |
| 14. | Hundert Prozent                                                           | 4:46  |
| 15. | Pokerface                                                                 | 2:15  |
| 16. | Ich glaub’ Dir hundert Lügen                                              | 2:17  |
| 17. | Und morgen früh küss ich dich wach                                        | 4:22  |
| 18. | What a Wonderful World                                                    | 3:32  |

## Kommerzieller Erfolg

### Chartplatzierungen
Das Album stieg auf Platz 1 der deutschen und niederländischen Albumcharts ein und erreichte in Österreich, der Schweiz und Belgien die Top Ten. Für einen Tag wurde für mehr als 850.000 verkaufte Exemplare unter anderem in Deutschland mit Vierfach-Platin ausgezeichnet und hielt sich dort durchgehend insgesamt 138 Wochen und bis Oktober 2014 einschließlich 150 Wochen in den Top 100 auf.
| ChartsChartplatzierungen | Höchstplatzierung | Wochen |
| ------------------------ | ----------------- | ------ |
| Deutschland (GfK)        | 1 (150 Wo.)       | 150    |
| Österreich (Ö3)          | 2 (97 Wo.)        | 97     |
| Schweiz (IFPI)           | 2 (46 Wo.)        | 46     |

| ChartsJahrescharts (2011) | Platzierung |
| ------------------------- | ----------- |
| Deutschland (GfK)         | 10          |
| Österreich (Ö3)           | 21          |
| Schweiz (IFPI)            | 40          |

| ChartsJahrescharts (2012) | Platzierung |
| ------------------------- | ----------- |
| Deutschland (GfK)         | 19          |
| Österreich (Ö3)           | 23          |
| Schweiz (IFPI)            | 48          |

| ChartsJahrescharts (2013) | Platzierung |
| ------------------------- | ----------- |
| Deutschland (GfK)         | 41          |
| Österreich (Ö3)           | 54          |

### Auszeichnungen für Musikverkäufe
| Land/Region        | Auszeichnungen für Musikverkäufe (Land/Region, Auszeichnung, Verkäufe) | Verkäufe |
| ------------------ | ---------------------------------------------------------------------- | -------- |
| Deutschland (BVMI) | 4× Platin                                                              | 800.000  |
| Österreich (IFPI)  | 3× Platin                                                              | 60.000   |
| Schweiz (IFPI)     | Gold                                                                   | 15.000   |
| Insgesamt          | 1× Gold · 7× Platin ·                                                  | 875.000  |